# I Will
I Will – dziewiętnasty singel Namie Amuro w wytwórni avex trax. Został wydany w walentynki. Utwory, które znajdują się na płycie mają charakter ballad. Podczas dziewięciu tygodni (czas trwania rankingu Oricon) sprzedano 95 120 egzemplarzy, przez co I Will jest pierwszym singlem Amuro, którego sprzedaż wyniosła poniżej 100 000 kopii. singel był na #7 pozycki w Oriconie.

## Lista utworów
| 1. | I Will                         | 6:43  |
|    |                                |       |
| 2. | I Will in L.A.                 | 6:43  |
|    |                                |       |
| 3. | I Will (wersja na pianinie)    | 6:07  |
|    |                                |       |
| 4. | I Will (wersja instrumentalna) | 6:41  |
|    |                                |       |
|    |                                | 26:14 |
|    |                                |       |

## Wystąpienia na żywo
- 15 lutego 2002 – Music Station
- 16 lutego 2002 – Pop Jam
- 18 lutego 2002 – Hey! Hey! Hey! Music Champ Special
- 19 lutego 2002 – AX Music Factory
- 24 lutego 2002 – CDTV
- 1 kwietnia 2002 – Hey! Hey! Hey! Music Champ Music Awards VI
- 5 kwietnia 2002 – Music Station Special

## Personel
- Namie Amuro – wokal, wokal wspierający
- Will Wheaton – chór
- Terry Bradford – chór
- Maxayn Lews – chór
- Alex Brown – chór
- Bill Cantos – Pianino

## Produkcja
- Producenci – Hiroaki Hayama
- Aranżacja – Hiroaki Hayama
- Aranżacja chóru – Kenji Sano
- Miksowanie – Dave Ford, Jon Gass
- Dyrektor wokalu – Kenji Sano
- Reżyser – Masashi Muto

## Oricon
| Diagram                                                    | Pozycja |
| ---------------------------------------------------------- | ------- |
| Dzienny diagram Oricon (w pierwszym dniu sprzedaży)        | #7      |
| Tygodniowy diagram Oricon (w pierwszym tygodniu sprzedaży) | #7      |
| Miesięczny diagram Oricon (w pierwszym miesiącu sprzedaży) | #10     |
| Roczny diagram Oricon                                      | -       |